# Thug Love (сингл)
«Thug Love» — сингл американського репера 50 Cent з його невиданого студійного альбому Power of the Dollar (2000). Зйомки відеокліпу на трек скасували, оскільки у виконавця стріляли за 3 дні до них.

## Список пісень
12" вінил
1. «Thug Love» (Explicit album version) — 3:32
2. «Thug Love» (Clean album version) — 3:33
3. «Thug Love» (Instrumental) — 3:32
4. «Thug Love» (Explicit a cappella) — 3:19